# Bóg nie umarł 2
Bóg nie umarł 2 (ang. God's Not Dead 2) – amerykański film dramatyczny z 2016 w reżyserii Harolda Cronka z Melissą Joan Hart i Jesse Metcalfe w rolach głównych.

## Fabuła
Amerykański student Martin Yip zwrócił się ze swoimi problemami dotyczącymi wiary do pastora Dave’a. Pomocy u pastora szuka też nawrócona dziennikarka Amy Ryan. Ta ostatnia będzie relacjonować proces Grace Wesley, w którym na ławie przysięgłych zasiadł wielebny Dave. Wesley oskarżono o złamanie prawa poprzez opowiadanie o Jezusie w czasie zajęć szkolnych w państwowej szkole.

## Obsada
- Melissa Joan Hart jako Grace Wesley
- Jesse Metcalfe jako Tom Endler
- David A.R. White jako pastor Dave
- Ernie Hudson jako sędzia Robert Stennis
- Hayley Orrantia jako Brooke Thawley
- Robin Givens jako dyrektorka szkoły
- Fred Dalton Thompson jako starszy pastor
- Pat Boone jako Walter Wesley
- Ray Wise jako Pete Kane
- Natalie Canerday jako pani Rizzo